# Вишняк (напій)
Вишняк — стародавній святковий український напій: густий, рубінового кольору, схожий на сироп, але хмільний і з гіркуватістю, для приготування якого застосовуються лише натуральні продукти і не використовується спирт.

## Спосібприготування справжнього вишняку
Справжній вишняк можна приготувати зі збродженого соку стиглих вишень, та цукру. Зазвичай, беруть відро вишень, можна навіть пошкоджених і, краще, дрібних (не черешень), вишні засипаються у прозорий, ліпше 20-літровий скляний бутель (можна взяти і менший, але під час шумування, шумовиння може полізти через верх), відтак у бутель насипається цукор з розрахунку 400—500 грам на кілограм вишень. Ні трясти, ні перемішувати вишні з цукром не треба — бутель просто ставиться на осоння, де найдовше потрапляють сонячні промені і зав'язується серпанком (марлею) від комах. Так їм треба стояти шість тижнів, аж поки вони перешумують. Десь уже за три тижні, активне шумування завершиться (залежно від того — сонячне літо чи ні) і згори бутля утвориться корж з вишень, що спливли. По завершенню шести тижнів, треба трубочкою пробити шар вишень та злити у пляшки перший, найкращий вишняк. Його можна споживати одразу, а можна розлити у пляшки і покласти у прохолодне темне місце для відстоювання. Так він стає ще смачнішим. Вишуканий, слабоалкогольний напій готовий. Після цього можна залити ці самі вишні горілкою, з розрахунку півлітра на кілограм вишні і поставити у темне місце. За два місяці буде готовий другий вишняк (у народі жужка), але вже не такої якості.